# Улица Григорьева (Сестрорецк)
Улица Григо́рьева — улица в городе Сестрорецке Курортного района Санкт-Петербурга. Проходит от Морской до Курортной улицы. Далее продолжается безымянным проездом через переезд на Сестрорецкой железнодорожной линии до улицы Максима Горького.
На участке от Ботанической до Садовой улицы проходит через Средний парк.

## История
Первоначально называлась Сре́дним проспектом. Этот топоним возник в конце XIX века и связан с расположением дороги среди улиц Канонерки.
15 мая 1965 года Средний проспект переименовали в улицу Григорьева — в честь Героя Советского Союза Г. П. Григорьева, до войны председательствовавшего в сестрорецком совете Осоавиахима. На доме 1 в 1974 году была мемориальная доска с описанием подвига Григорьева.

## Застройка
- Дом 4 — особняк (дача) Антонова (начало XX века; объект культурного наследия регионального значения[3]). Утрачен.
- Дом 7 — деревянная дача А. М. Прокофьевой (1912; объект культурного наследия регионального значения). Утрачена в 1989 году[3].
- Дом 16/8 — дача Кривдиной, 1906—1907; объект культурного наследия федерального значения[4][5].
- Дом 18/6 — дача доктора медицины Ивана Фомича Кречева, 1903; памятник деревянного зодчества, объект культурного наследия регионального значения[5][6].  781610554360005

## Перекрёстки
- Морская улица
- Ермоловский проспект
- Ботаническая улица
- Садовая улица
- Курортная улица